# Rolando Gutiérrez-Cortés
Rolando Edgardo Gutiérrez Cortés (Managua, Nicaragua 30 de junio de 1934 - Ciudad de México 28 de marzo de 1997) fue un destacado pastor y teólogo bautista latinoamericano de la segunda mitad del siglo XX. Fue presidente de la Fraternidad Teológica Latinoamericana en dos ocasiones así como de la Convención Nacional Bautista de México, además de ser pastor de la Iglesia Bautista Horeb de la Ciudad de México por casi 30 años.
En su juventud, fue alumno del destacado teólogo Karl Barth, considerado por muchos el teólogo protestante más importante del siglo XX. Realizó estudios en Teología en Estados Unidos, Francia y Suiza, llegando a obtener un Doctorado en Nuevo Testamento y otro en Divinidades, que le fue otorgado Honoris Causa por el Eastern Baptist Theological Seminary de la ciudad de Wynnewood, Pensilvania.
Tuvo además una destacada formación en Humanidades. Estudió Psicología a la par de Teología y más tarde obtuvo un Doctorado en Filosofía y Letras en la Universidad Nacional Autónoma de México (UNAM) a la que ingresó en el relevante año de 1968. Fue también maestro de la Universidad Autónoma Metropolitana (UAM), de la propia UNAM, así como de la Escuela Nacional de Antropología y el Instituto Politécnico Nacional, en donde fue también coordinador del área de Humanidades de la Escuela Superior de Ingeniería Mecánica y Electrónica (ESIME).
Se destacó por impulsar de la alfabetización y la educación en México y en Latinoamérica, teniendo además una gran preocupación por el trabajo misionero protestante con las etnias indígenas del continente.

## Biografía
Rolando Edgardo Gutiérrez Cortés nació en Managua, Nicaragua, el 29 de junio de 1934. Fue hijo del Reverendo bautista Rolando Gutiérrez-López y su esposa Ruth Margarita Cortés Celleberti. En 1953, cuando tenía 19 años y estudiaba en el Colegio Bautista de Managua se mudó a Los Ángeles, Estados Unidos para estudiar Teología en el Seminario Bautista Hispano-Americano. Becado por el seminario y bajo un sistema tutorial, tomó cursos de Administración en la Universidad del Sur de California con el Dr. Benjamín Morales y de psicología en Claremont con el Dr. José Arreguín. Además de sus actividades académicas participó también como director del programa radial "A la sombra de la cruz".
Poco antes de regresar a Nicaragua, el 16 de agosto de 1958, contrajo matrimonio con Edna Luz Lee Ramos, quien llegaría años después a ser Presidenta de la sección femenil de la Alianza Bautista Mundial y con quien tuvo cuatro hijos: Edna Luz, Gustavo, Adalia Ruth y Eunice.
Tras tener la oportunidad en 1961 de profundizar sus estudios en Teología en Estrasburgo y Suiza, donde fue alumno de Karl Barth, regresó a Nicaragua y se desenvolvió como Pastor titular de la Primera Iglesia Bautista de Managua de 1963 a 1967.
No obstante, en 1967, viviría un hecho trágico que marcaría su vida y su futuro, la muerte de su pequeña hija Eunice, de apenas tres meses de edad, durante un viaje en México.
El hecho no lo alejó de su fe en Dios, sino al contrario, lo acercó. Según su propio testimonio, ese hecho fue clave para los siguientes pasos de su vida como teólogo y pastor ya en México: “Dios me ha confirmado en pruebas. Él me permitió tener cuatro hijos y después de un accidente automovilístico donde mi hija Eunice, la menor de ellos, de tres meses, se fue con el Señor. Me encontré solo al peso de la madrugada frente al límpido cielo veracruzano de México. Oré al Señor mientras contemplaba las estrellas; le pregunté con serenidad sobre sus planes..."
Allí, Gutiérrez Cortés afirma haber sentido el llamado de Dios para trasladarse a México a ejercer sus labores pastorales, además de iniciar un trabajo de formación con la juventud y los estudiantes envueltos en las confusiones y sucesos de los años '60.
Desde entonces, principios de 1968, y durante casi 30 años, Gutiérrez Cortés desarrolló una prolífica carrera como influyente teólogo latinoamericano, destacado profesor de Humanides y ejemplar Pastor cristiano protestante a través de su servicio en la denominación bautista, particularmente desde la Iglesia Bautista Horeb, la cual se convirtió en un semillero de teólogos y profesionistas con una visión amplia del papel del cristianismo en la sociedad.
Por su papel de Presidente de la Fraternidad Teológica Latinoamericana y como representante de los bautistas en México al ser Presidente de la Convención Nacional Bautista, tuvo relación frecuente con autoridades gubernamentales, intelectuales y con representantes de otras iglesias, tales como la Iglesia católica además de las otras denominaciones evangélicas, destacando siempre por su respeto y capacidad de diálogo conciliador.
Murió el 28 de marzo de 1997 en la Ciudad de México, a causa de un tumor cerebral que se le detectó meses antes.

## Estudios
Estudió Teología en el Seminario Bautista Hispanoamericano de Los Ángeles California en donde se graduó con una tesis sobre el Evangelio de Juan y los manuscritos del Qumran, graduándose en 1955. Al mismo tiempo cursó estudios en Administración en la Universidad del Sur de California y de Psicología en la Escuela Claremont.
En 1961, estudió en la Facultad de Teología Protestante en la Universidad de Estrasburgo, donde obtuvo un Doctorado en Nuevo Testamento, habiendo realizado estudios con un énfasis en el Evangelio de Marcos.
Paralelamente, tuvo la oportunidad de estudiar en Basilea, Suiza con el Dr. Karl Barth, considerado por muchos el teólogo protestante más importante del siglo XX. Allí estudió su dogmática y la doctrina de la predestinación. Además, escribió y predicó para los estudiantes de las universidades de Estrasburgo, Francia; Lovaina, Bélgica; Basilea, Suiza y Salamanca, España.
Posteriormente. en 1968, estudió Filosofía en la Facultad de Filosofía y Letras de la Universidad Nacional Autónoma de México en donde se especializó en los rubros de Filosofía del Lenguaje y Ética, obteniendo un Doctorado en la materia.
En 1981, fue galardonado con un Doctorado Honoris Causa en Divinidades por el Seminario Bautista del Este de Filadelfia, Pennsilvania en Estados Unidos, para el que quiso realizar una tesis sobre la perspectiva de los Salmos en el Apocalipsis.

## Teología
La visión teológica de Rolando Gutiérrez Cortés tenía una consideración importante por la aportación a la realidad social de América Latina. No obstante, no debe confundirse con otras corrientes teológicas como la Teología de la Liberación, sino que más bien tenía un énfasis en el amor y reconciliación emanados de una visión eminente "cristocéntrica" de la teología y en la autoridad de la Biblia, último aspecto para lo cual fue fundamental su aprendizaje con Karl Barth: "me enseñó a amar la Biblia, bajo una incuestionable presencia de la gracia de Dios", afirmaba al respecto.
En una ocasión, y reflejando su visión cristocéntrica del evangelio cristiano, cuestionado sobre cómo podría resumir la teología evangélica latinoamericana de su época lo sintetizó con una sola frase: "Sólo Cristo Salva".
Como aportación, varios de sus discípulos y teólogos contemporáneos consideran que Gutiérrez Cortés "logró poner los fundamentos teológicos y éticos para la participación cristiana en el compromiso social y político en pro de la transformación de la sociedad".
Fue el pastor de la generación de los años '60 que "se aventuró pioneramente en la práctica social de la radicalidad política en Nicaragua, a la par de una visión ecuménica protestante".
Gutiérrez Cortés consideraba además que la teología no se desarrollaba en solitario, sino en el contexto de la iglesia cristiana local. En 1974, preocupado por la formación teológica de su congregación, comenzó a publicar todos los sermones que predicaba como Pastor de la Iglesia Bautista Horeb con una estructura dividida en cinco apartados:
- Exordio
- Proposición
- Confirmación
- Epílogo
- Resolución (la cual, él mismo consideraba su aportación a la Homilética)
Un año después, en 1975, fundó el Instituto Bíblico Horeb, un sistema escolarizado de clases teológicas para todos los miembros laicos de su congregación, cuyas materias eran reconocidas por varios Seminarios como válidas. El sistema constaba de 32 materias divididas en trimestres a lo largo de 4 años.
El Instituto logró atraer la atención de varias iglesias de diversas denominaciones evangélicas, algunos de cuyos miembros asistían los domingos únicamente a estas clases y luego se regresaban a sus iglesias para los servicios religiosos habituales. Durante el tiempo que fue Pastor de la Iglesia Bautista Horeb, el Instituto Bíblico logró tener al menos seis programas de cuatro años con énfasis distintos en cada uno: apologético, pastoral, misionológico, eclesiológico, liderazgo cristiano y consolidación.
Además, en los años que fue Pastor, Rolando Gutiérrez Cortés predicó uno a uno los 66 libros de la Biblia que las iglesias evangélicas reconocen como válidos, proyecto que terminó una semana antes de descubrírsele en 1996 el tumor canceroso que a la postre le causó la muerte.
Cuando cumplió 25 años de ejercer el pastorado, sus discípulos organizaron un simposio de cinco veladas en donde se reconocieron varias de sus aportaciones a la teología latinoamericana, analizándolas en diferentes ramas: Ética, Filosofía del Lenguaje, Estética, Educación Teológica, Acción pastoral, Epistemología y Homilética.

## Cargos relevantes

### Organizaciones teológicas o religiosas
- Presidente de la Fraternidad Teológica Latinoamericana (FTL) por 2 periodos (1984 a 1992)
- Presidente de la Convención Nacional Bautista de México por 3 periodos (1991 a 1997)
- Pastor Asociado de la Iglesia Bautista Lorena en Los Ángeles, California (1956.1958)
- Pastor Asociado de la Primera Iglesia Bautista de Managua, Nicaragua (1958-1960)
- Pastor (titular) de la Primera Iglesia Bautista de Managua, Nicaragua (1963-1967)
- Pastor de la Iglesia Bautista Horeb de la Ciudad de México (1968-1997)
- Director de ALFALIT México, ONG de inspiración cristiana para la alfabetización de la población

### Organizaciones no religiosas
- Fundador de la Universidad Politécnica de Nicaragua
- Profesor de Filosofía del Lenguaje en la Universidad Autónoma Metropolitana
- Profesor en la Escuela de Trabajo Social Vasco de Quiroga (adscrita a la UNAM)
- Profesor de Historia en el Instituto Nacional de Antropología e Historia
- Profesor y Coordinador de la Facultad de Humanidades de la Escuela Superior de Ingeniería Mecánica y Eléctrica (ESIME) del Instituto Politécnico Nacional de México
- Miembro del Colegio de Profesores de la carrera de Ingeniería en Comunicaciones y Electrónica

## Publicaciones

### Revistas teológicas
- Director de la Revista "La Antorcha"
- Director de la Revisa "La Luz Bautista"
- Fundador y Director del "Boletín Teológico" de la Fraternidad Teológica Latinoamericana

### Libros
- Educación Teológica y Acción Pastoral en América Latina, Hoy
- CLADE II: América Latina y la Evangelización en los años 80
- El Mensaje de los Salmos en Nuestro Contexto Tomos 1,2 y 3
- Cuando la Familia Enfrenta Problemas
- La Doctrina de la Salvación
- Holocausto y Adoración